# 成都高新技术产业开发区
成都高新技术产业开发区，简称成都高新区，位於中華人民共和國四川省成都市，是該国首批国家级高新技术产业开发区之一。成都高新区虽然只是一个开发区，但却拥有市辖区几乎所有管理权限。在成都，高新区通常是被认为是与五城区并列的一个市辖区。常住人口132.88万人，户籍人口90.04万人。区域现有面积237.22平方公里，高新南区面积89.82平方公里，高新西区面积43平方公里，成都天府国际生物城规划面积约44平方公里，成都未来科技城规划面积60.4平方公里。

## 高新区管理
成都高新区采用“省市共建，以市为主的管理模式”，成都高新区管委会为成都市人民政府派出机构，高新区党工委为中共成都市委派出机构，行使社会管理和经济管理职能。

## 所托管的乡级行政区
- 高新南区：位于武侯区和双流区境内。
  - 肖家河街道
  - 芳草街街道
  - 石羊街道
  - 桂溪街道（含西航港街道一部分）
  - 中和街道（含华阳街道一部分）
- 高新西区：位于郫都区境内。
  - 合作街道
  - 西园街道

## 大事记
- 1991年，被批准为首批国家高新技术产业开发区
- 2000年，被批准为中国亚太经济合作组织（APEC）科技工业园区
- 2001年，成为中国西部第一个通过ISO14001中国认证和英国皇家UKAS国际认证的区域
- 2003年，当时中国西部最大外资项目英特尔封装测试厂项目落户成都高新区